# همایون علیزاده
همایون علیزاده (۴ آبان ۱۳۳۸ - مرداد ۱۴۰۰) دیپلمات ایرانی و سفیر ایران در لبنان بود.

## درگذشت
او به‌دلیل واژگونی خودرویش در مسیر تهران-شمال مدت ۱۶ سال در کما به‌سر برد و در مرداد ۱۴۰۰ درگذشت. محمدجواد ظریف درگذشت او را تسلیت گفت.